# Guerre de Toledo

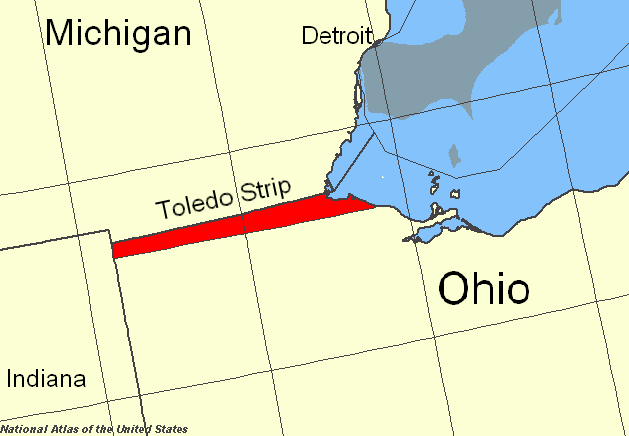
Carte de la « bande de Toledo », la région disputée.

La guerre de Toledo (1835 – 1836), également appelée guerre Ohio-Michigan, est le nom donné à une dispute territoriale qui opposa l'État américain de l'Ohio au territoire du Michigan. Cette « guerre » ne fit aucune victime.
Cette dispute provenait d'interprétations contradictoires de lois fédérales passées entre 1787 et 1805, elles-mêmes dues à de mauvaises estimations de la géographie des Grands Lacs, qui incitèrent les gouvernements de l'Ohio et du Michigan à prétendre tous deux à la souveraineté sur une zone de 1 210 km2 située le long de leur frontière, que l'on appelle depuis « bande de Toledo » (Toledo Strip). Lorsque le Michigan commença à réclamer son entrée dans l'Union, au début des années 1830, il chercha à inclure la zone disputée dans ses frontières, mais la délégation de l'Ohio au Congrès avait la possibilité de bloquer l'admission du Michigan dans l'Union.
À partir de 1835, les deux parties votèrent des lois visant à forcer l'autre à capituler. Ni Robert Lucas (en), gouverneur de l'Ohio, ni Stevens T. Mason, le jeune gouverneur du Michigan, ne désiraient céder la Bande, aussi levèrent-ils des milices et aidèrent-ils à instaurer des peines criminelles pour les citoyens se soumettant à l'autorité de l'autre entité. Les deux milices furent mobilisées et envoyées sur des positions situées de part et d'autre de la Maumee, près de Toledo, mais les deux côtés ne dépassèrent jamais le stade des railleries. Le seul affrontement militaire de la « guerre » se conclut sur des balles tirées en l'air, qui ne blessèrent personne.
En décembre 1836, le gouvernement territorial du Michigan, devant faire face à une forte crise financière, abandonna la zone sous la pression du Congrès et du président Andrew Jackson, et accepta un compromis. En échange de l'abandon de la bande de Toledo, le Michigan fut reconnu comme État et reçut environ trois quarts de la péninsule supérieure. Si, à l'époque, ce compromis fut considéré comme une mauvaise affaire pour le Michigan, la découverte ultérieure de cuivre et de fer dans la péninsule supérieure compensa amplement la perte de la bande.

## Origines

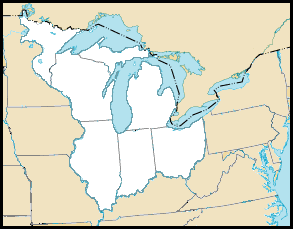
Carte du territoire du Nord-Ouest établi par le congrès de la Confédération avec les frontières des États actuels, dont celles de l'Ohio qui est l'État le plus à l'est.

En 1787, le congrès de la Confédération promulgue l'ordonnance du Nord-Ouest (Northwest Ordinance) créant le territoire du Nord-Ouest, correspondant à l'actuelle région du Midwest. Le texte indique que ce territoire doit être divisé entre au minimum trois et au maximum cinq États. En outre, la frontière nord-sud prévue pour trois de ces États doit être une ligne est-ouest tracée au niveau de l'extrémité sud du lac Michigan.
À l'époque, la position de cette extrémité est encore inconnue. La Mitchell Map (en) est alors la meilleure carte et place cette zone à une latitude similaire à celle de l'embouchure de la rivière Detroit. Cela signifierait que le littoral du lac Érié à l'ouest de la Pennsylvanie devrait appartenir à ce qui doit devenir l'Ohio. Quand le Congrès passe l’Enabling Act en 1802 ouvrant le processus qui doit permettre à l'Ohio de devenir un État, la rédaction établissant la frontière nord est légèrement différente de celle de l'ordonnance du Nord-Ouest. Désormais, la frontière doit être une ligne est-ouest passant à l'extrémité sud du lac Michigan, courant vers l'est jusqu'à atteindre le lac Erie ou la frontière avec le Canada et, de là, continuer à travers le lac Erie jusqu'à la Pennsylvanie.
Or, la frontière avec le Canada traverse le milieu du lac Erie avant de bifurquer vers la rivière Detroit. Cette configuration géographique, combinée à la conviction de ce qui est alors considéré comme l'extrémité sud du Lac Michigan, conduisent les rédacteurs de la Constitution de l'Ohio (en) de 1802 à croire qu'il est dans l'intention du Congrès que la frontière nord de l'Ohio doit être située au nord de l'embouchure de la Maumee, et peut-être même de celle de la rivière Detroit. Dès lors, l'Ohio aurait un accès garanti à la plupart, si ce n'est à l'ensemble du littoral du lac Erie à l'ouest de la Pennsylvanie et tout nouvel État fondé à partir du territoire du Nord-Ouest aurait un accès aux Grands Lacs par l'intermédiaire des lacs Michigan, Huron et Supérieur.
Au cours de la convention constitutionnelle de l'Ohio en 1802, les délégués auraient eu des informations de la part d'un commerçant de fourrures, qui indiquent que le lac Michigan s'étend bien plus au sud que ce qui était précédemment estimé et cartographié. De ce fait, il est envisageable qu'une ligne est-ouest, partant de l'est de l'extrémité sud du lac Michigan, puisse croiser le lac Erie vers l'est de la baie de Maumee. Plus encore, elle pourrait ne pas le croiser du tout. Par conséquent, plus le lac Michigan s'étend au sud et plus la superficie de l'Ohio se réduit, à tel point que l'État pourrait ne plus avoir de façade sur le lac Erie.
Pour faire face à cette éventualité, les délégués de l'Ohio incluent un amendement dans le projet de constitution pour prendre en compte la possibilité que l'information donnée est exacte. Dans ce cas, la frontière doit être orientée légèrement vers le nord-est, de manière à couper le lac Erie au point le plus septentrional de la baie de Maumee. Cet amendement confère ainsi la garantie que le bassin versant de la rivière Maumee et l'ensemble du littoral sud du lac Erie à l'ouest de la Pennsylvanie appartiendra à l'Ohio. Le projet de constitution amendé est accepté par le Congrès américain. Toutefois, avant l'admission de l'Ohio dans l'Union en février 1803, ce projet est transmis à une commission du Congrès. Le rapport de cette dernière déclare que la clause définissant la frontière nord de l'Ohio dépend d'éléments qui ne sont pas certains (la latitude de l'extrémité sud du lac Michigan) et ses membres estiment que l'amendement ne doit pas être pris en considération.

## Création de la bande de Toledo
La position de la frontière est contestée tout au long du XIXe siècle. Les habitants de Port of Miami (aujourd'hui Toledo), pressent le gouvernement de l'Ohio de résoudre le litige. De son côté, celui-ci passe plusieurs résolutions et requêtes à l'adresse du Congrès pour mettre un terme au problème. En 1812, le Congrès approuve une requête demandant une enquête officielle sur la frontière. Elle est d'abord repoussée en raison de la guerre de 1812 et c'est seulement après l'admission de l'Indiana dans l'Union que ses travaux peuvent commencer. Edward Tiffin, l'enquêteur en chef, est un ancien gouverneur de l'Ohio. De ce fait, Tiffin demande à William Harris non pas d'examiner la ligne décrite dans l'ordonnance mais celle décrite dans la Constitution de 1802. Une fois l'enquête terminée, la désormais « ligne Harris » place l'embouchure de la Maumee en Ohio. Néanmoins, à la publication des résultats de l'enquête, le gouverneur du territoire du Michigan Lewis Cass ne tarde pas à faire part de son insatisfaction car elle n'est pas basée sur la frontière établie par l'ordonnance et approuvée par le Congrès. Dans une lettre à Tiffin, Cass affirme que l'enquête biaisée en faveur de l'Ohio « n'est là que pour renforcer les puissants et affaiblir les faibles ».
En réaction, le Michigan organise une deuxième enquête menée par John A. Fulton. Elle s'appuie sur la ligne établie par l'ordonnance de 1787 et, après avoir tracé la ligne conformément aux prescriptions du texte, du lac Michigan au lac Erie, elle met en avant le fait que la frontière nord de l'Ohio se situe au sud de l'embouchure de la Maumee. Dès lors, la région entre la ligne Harris et la ligne Fulton est appelée « bande de Toledo » (Toledo Strip). Cette bande de terre entre le nord de l'Ohio et le sud du Michigan englobe une région de huit à treize kilomètres de large sur laquelle les deux entités affirment détenir. Alors que l'Ohio refuse d'y renoncer, le Michigan l'occupe sans opposition durant plusieurs années, y nommant des autorités locales, y construisant des routes et y collectant des taxes.

### Importance économique
La bande de Toledo est une importante région économique. Avant la montée en puissance de l'industrie ferroviaire, les rivières et les canaux sont les voies de communications principales pour le commerce dans le Midwest. Une petite portion de la bande (autour de Toledo et Maumee Bay) au sein du grand marais noir est très peu navigable en dehors de la voie maritime, notamment lors des précipitations du printemps et de l'été. Se jetant dans le lac Erie, la rivière Maumee n'est pas forcément adaptée aux grands navires mais elle fournit une voie de communication rapide vers Fort Wayne. À cette époque, il existe des projets pour relier le Mississippi aux Grands Lacs grâce à plusieurs canaux. La construction de l'un d'entre eux (entre l'Ohio et le lac Erie) est approuvée par la législature de l'Ohio en 1825.
Au cours du conflit autour de la bande de Toledo, le canal Erie est construit pour relier New York et la côte est des États-Unis aux Grands Lacs à Buffalo en 1825. Il devient immédiatement une voie majeure pour le commerce et les déplacements des individus. Le blé et les autres produits agricoles du Midwest peuvent être transportés facilement et à moindre coût sur la côte Est, par rapport à la voie traditionnelle le long du Mississippi. En outre, les déplacements des colons vers le Midwest augmentent fortement, transformant des cités portuaires comme Buffalo en ville champignon.
Le succès du canal Erie favorise le développement d'autres projets de canaux. Du fait que l'extrémité occidentale du lac Erie offre la voie continentale la plus courte vers les frontières de l'Indiana et l'Illinois, le port de Maumee devient un site d'une importance économique centrale. Detroit est située à trente-deux kilomètres au nord de l'embouchure de la rivière Detroit dans le lac Erie et pâtit du grand marais noir qui rend difficiles les communications. De ce fait, cette ville est moins adaptée aux nouveaux projets de transports comme les canaux ou les voies ferrées par rapport à Toledo. De ce fait, en raison du développement rapide du Midwest dans les années 1820 et 1830, les États du Michigan et de l'Ohio sont de plus en plus concernés par le contrôle de la bande de Toledo.

## Guerre
Le gouverneur Lucas, commandant en chef de la milice de l'Ohio, aux côtés du général John Bell et six cents miliciens bien armés, arrive le 31 mars 1832, à Perrysburg, à seize kilomètres au sud-ouest de Toledo. Peu après, le gouverneur Mason et le général Brown occupent la ville de Toledo avec 1 000 hommes armés, dans le but d'empêcher l'invasion par l'Ohio de la région de Toledo.

### Intervention présidentielle

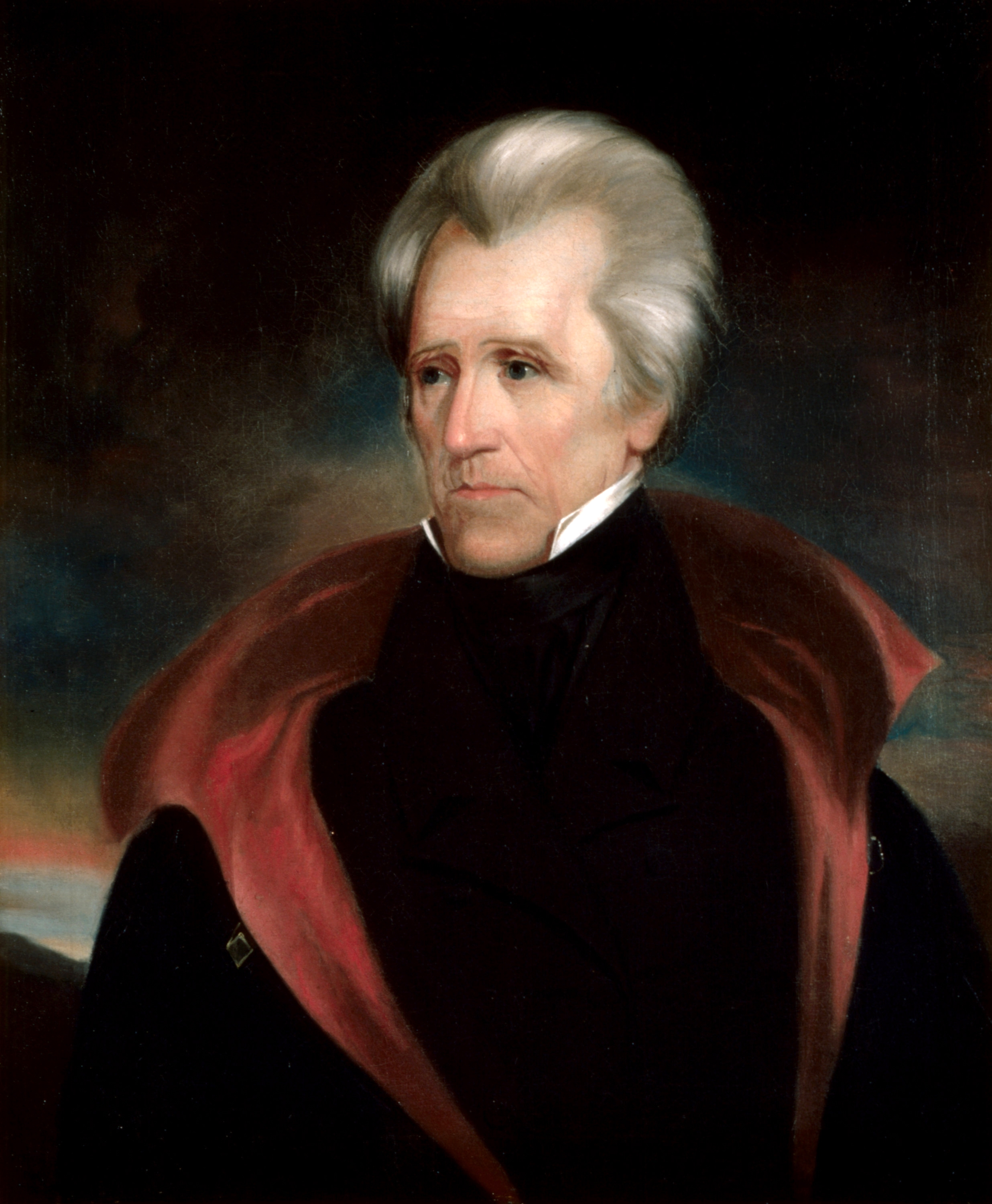
Le président Andrew Jackson.

Dans une tentative désespérée de prévenir un conflit armé et d'empêcher la crise politique qu'il occasionnerait, le président américain Andrew Jackson consulte l'Attorney General Benjamin Butler pour avoir son avis juridique sur la dispute frontalière. À l'époque, l'Ohio a un impact politique croissant dans l'Union puisqu'elle envoie dix-neuf représentants au Congrès en plus de ses deux sénateurs. En revanche, le Michigan n'est qu'un territoire et n'a qu'un seul délégué sans droit de vote. Plus encore, l'Ohio fait figure de swing state lors des élections présidentielles que le parti démocrate encore naissant ne peut se permettre de perdre. Par conséquent, Jackson estime que le meilleur intérêt pour son parti est de garantir l'appartenance de la bande de Toledo à l'Ohio.
L'avis de Butler à la requête de Jackson est inattendue. L’Attorney General soutient que, jusqu'à ce que le Congrès en dispose autrement, la bande de Toledo appartient de droit au Michigan. Jackson est alors placé face à un dilemme politique qui l'oblige à intervenir pour influencer de manière décisive la suite du conflit.

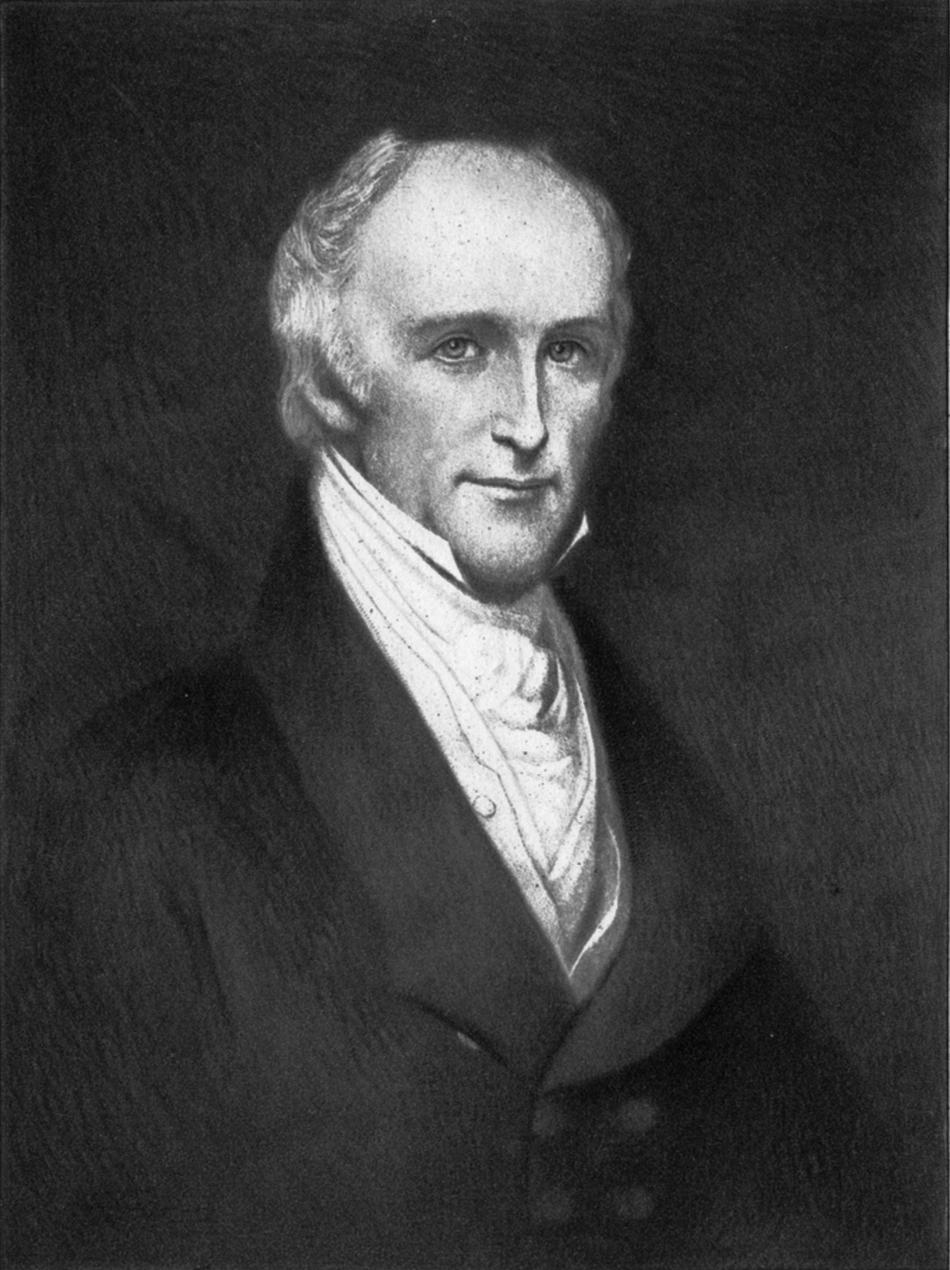
Le membre du Congrès Richard Rush.

Le 3 avril 1835, Jackson envoie deux membres du Congrès, Richard Rush de la Pennsylvanie et Benjamin Chew Howard (en) du Maryland, à Toledo, pour servir d'arbitres et présenter un compromis aux deux adversaires. Le 7 avril, ils présentent leurs conclusions et recommandent que le réexamen à propos de la ligne Harris commence sans nouvelle interruption de la part du Michigan. En outre, les habitants de la région litigieuse doivent être autorisés à choisir l'État ou le territoire dans lequel ils veulent vivre jusqu'à la décision définitive du Congrès.
Lucas accepte avec réticence cette proposition et commence à démanteler sa milice, croyant que le débat est terminé. Trois jours après, des élections dans la région sont tenues conformément à la loi de l'Ohio. Toutefois, Mason refuse l'accord et continue ses préparatifs en vue d'un conflit armé.
Au cours des élections, les représentants de l'Ohio sont harcelés par les autorités du Michigan et les habitants de la bande de Toledo sont menacés d'arrestation s'ils se soumettent à la loi de l'Ohio. Le 8 avril 1835, le sheriff du comté de Monroe (Michigan) se rend chef le major Benjamin F. Stickney, un partisan de l'Ohio. Lors des premiers contacts entre les partisans du Michigan et la famille de Stickney, le sheriff arrête deux habitants de l'Ohio en vertu du Pains and Penalties Act, car ils ont voté aux élections de l'Ohio.

### Bataille de Phillips Corners
Après l'élection, Lucas croit que l'action des membres du Congrès a apaisé la situation et il envoie de nouveau des hommes délimiter la ligne Harris. Tout se passe bien jusqu'au 26 avril 1835, quand ils sont attaqués par cinquante à soixante membres de la milice de Brown, au cours de ce qui est couramment appelé la bataille de Phillips Corners. Parfois, celle-ci est même utilisée pour désigner la guerre de Toledo.

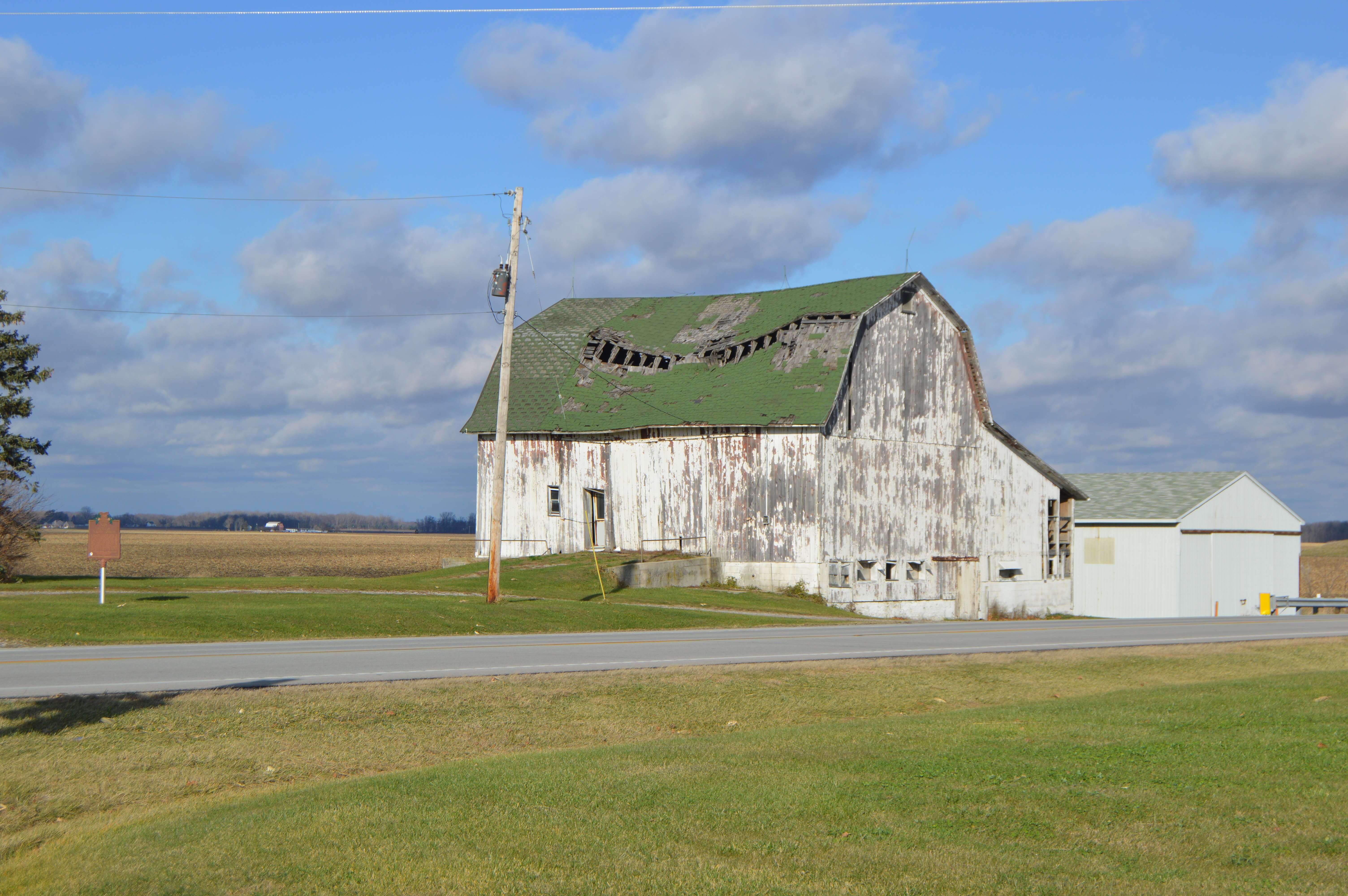
Site de la bataille de Phillips Corners.

Les hommes chargés de délimiter la frontière écrivent à Lucas pour lui expliquer les événements. Ils indiquent qu'après avoir respecté le repos dominical, les miliciens du Michigan leur ont conseillé de se retirer. Dans la poursuite qui s'ensuit, « neuf de nos hommes qui n'ont pas quitté le terrain à temps après s'être fait tirer dessus par les miliciens, entre trente et cinquante tirs, sont faits prisonniers et envoyés à Tecumseh ». Si les détails de cette altercation sont incertains, car les hommes du Michigan affirment ne pas avoir fait feu sur les envoyés de l'Ohio, à l'exception de quelques décharges en l'air alors qu'ils se retiraient, l'accrochage accroît la tension des deux côtés et fait craindre l'imminence d'un véritable conflit.

### Décembre 1835
En réaction aux accusations portées à l'encontre des miliciens du Michigan qui auraient tiré sur des hommes de l'Ohio, Lucas convoque une session extraordinaire du Congrès de l'Ohio le 8 juin 1835. Il en profite pour faire passer plusieurs actes controversés, dont la création du comté de Lucas autour de Toledo, la création d'un tribunal de première instance dans la ville, une loi empêchant la déportation de citoyens de l'Ohio de la bande de Toledo et un budget de 300 000 dollars pour mettre en œuvre cette législation. La législature du Michigan répond avec l'affectation à la milice d'un budget de 315 000 dollars.
En mai et juin 1835, le Michigan publie un projet de Constitution prévoyant un système bicaméral, une cour suprême et d'autres éléments indispensables pour former un État viable. Toutefois, le Congrès américain est toujours réticent à conférer le statut d'État au Michigan et le président Jackson garantit que le Michigan ne pourra devenir un État qu'après la résolution du litige frontalier.
Lucas ordonne à son adjudant-général, Samuel C. Andrews, de recenser les miliciens du Michigan. Il apprend alors que 10 000 volontaires seraient prêts à se battre. Toutefois, cette information s'avère exagérée alors qu'il se dirige vers le nord et peu après, la presse du Michigan met au défie le million de miliciens de l'Ohio d'envahir la bande de Toledo.
En juin 1835, Lucas envoie une délégation comprenant l'Attorney General Noah Haynes Swayne (en), l'ancien membre du Congrès William Allen et David T. Disney (en) à Washington, pour discuter avec le président Andrew Jackson. Cette délégation présente la position de l'Ohio et demande au président d'agir rapidement pour régler le litige.
Au cours de l'été 1835, les deux gouvernements poursuivent leur surenchère, accompagnée d'escarmouches et d'arrestations régulières. Les citoyens du comté de Monroe s'unissent pour entreprendre des arrestations à Toledo. Des partisans de l'Ohio, fatigués par le harcèlement dont ils sont l'objet, visent leurs adversaires par l'intermédiaire de poursuites judiciaires. Les soutiens des deux parties espionnent les sheriffs du comté de Wood (Ohio) et du comté de Monroe (Michigan), responsables de la sécurité aux frontières de la bande de Toledo.
Le 15 juillet 1835, les tensions atteignent leur paroxysme. Dans le comté de Monroe, l'adjoint au sheriff Joseph Wood se rend à Toledo pour arrêter le major Benjamin Stickney. Les trois fils de ce dernier le soutiennent et résistent, conduisant à l'arrestation de toute la famille. Au cours de l'esclandre, l'un des fils de Stickney (Two Stickney) poignarde Wood avec un taille-plume et s'enfuit vers le sud, dans l'Ohio. Toutefois, la vie de Wood n'est pas en danger. Quand Lucas refuse la demande de Mason d'extrader Two Stickney pour qu'il soit jugé dans le Michigan, Mason demande l'aide du président, suggérant de porter l'affaire devant la Cour suprême. Toutefois, au moment du conflit, la compétence de cette juridiction pour résoudre des conflits frontaliers n'est pas établie et Jackson rejette la demande. Recherchant la paix, Lucas tente aussi de mettre un terme au conflit, envoyant de nouveau une délégation demander une intervention fédérale.
En août 1835, à la demande pressante des représentants de l'Ohio au Congrès, le président Jackson congédie Mason comme gouverneur territorial du Michigan et le remplace par John S. Horner. Peu avant ce remplacement, Mason ordonne à un millier de miliciens de pénétrer dans Toledo pour empêcher l'ouverture de la première session du tribunal de première instance établi par l'Ohio. Si cette idée plaît aux citoyens du Michigan, elle échoue. Les juges tiennent la session durant la nuit avant de se retirer au sud de la rivière Maumee, où se trouvent les forces de l'Ohio.

### Convention de Forstbitten et fin de la guerre de Toledo
Horner, le successeur de Mason, s'avère un gouverneur très impopulaire et son mandat est très court. Le mécontentement à son encontre est tel que les habitants brûlent ses effigies. Lors des élections d'octobre 1835, les électeurs approuvent le projet de constitution et choisissent Mason comme gouverneur. En outre, Isaac E. Crary est élu comme premier représentant du Michigan au Congrès américain. Toutefois, en raison du litige en cours, le Congrès refuse qu'il ait le droit de vote. Il siège donc comme simple délégué. Les deux sénateurs américains choisis par la législature de l'État en novembre, Lucius Lyon (en) et John Norwell (en), sont encore moins considérés. En effet, ils n'ont le droit de siéger qu'en tant que spectateurs, dans la galerie du Sénat.

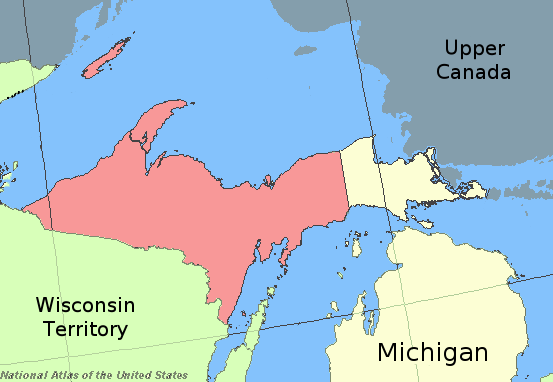
La Péninsule supérieure du Michigan, offerte au Michigan en échange de l'abandon de ses prétentions sur la bande de Toledo.

Le 15 juin 1836, Jackson signe un projet de loi qui permet au Michigan d'accéder au statut d'État, dès lors qu'il abandonne sa prétention sur la bande de Toledo. En échange de cette concession, le Michigan se voit garantie les trois quarts de la Péninsule supérieure (la portion la plus orientale fait déjà partie des frontières du potentiel nouvel État). Toutefois, cette région encore très sauvage est de peu de valeur et, en septembre 1836, une convention réunie à Ann Arbor rejette le compromis.
Au fur et à mesure de l'année, la situation financière du Michigan se dégrade et le territoire est au bord de la banqueroute, en raison de l'accroissement des dépenses d'entretien de la milice. Le gouvernement du Michigan doit agir quand il s'aperçoit que l'excédent de 400 000 dollars (équivalant à 231 millions de dollars en 2015) du Trésor américain est destiné uniquement aux États et non aux territoires. Le Michigan ne peut donc pas espérer d'aide financière.
Le conflit se termine de facto le 14 décembre 1836, au cours d'une deuxième convention à Ann Arbor. Les délégués prennent une résolution pour accepter les termes du Congrès. Toutefois, la légitimité de cette convention est sujette à caution car elle ne se réunit qu'en raison de nombreuses convocations, pétitions et réunions publiques, et non à la demande de la législature du Michigan. De ce fait, sa légalité a été remise en cause. Les Whigs boycottent la convention et la résolution est rejetée et méprisée par de nombreux habitants du Michigan. Si le Congrès s'interroge sur la légalité de la convention, il en accepte le résultat. Du fait de ces controverses et en raison du froid croissant et particulièrement rude qui s'abat sur la région, cette convention est connue sous le nom de Frostbitten Convention (Convention gelée).
Le 26 janvier 1837, le Michigan est finalement admis comme 26e État de l'Union sans la bande de Toledo.

## Histoire ultérieure
La bande de Toledo appartient définitivement à l'Ohio tandis que le Michigan récupère la Péninsule supérieure, encore considérée comme un territoire pauvre et sauvage. Toutefois, rapidement, les richesses minérales de la région sont découvertes, notamment dans le pays de Cuivre et la péninsule de Keweenaw. Cela entraîne un boom minier qui dure jusqu'au début du XXe siècle. Ainsi, les richesses extraites compensent largement les pertes économiques consenties par le Michigan en abandonnant Toledo.

## Source
- (en) Cet article est partiellement ou en totalité issu de l’article de Wikipédia en anglais intitulé « Toledo War » (voir la liste des auteurs).